# Хендерсон, Джарлат
Джарлат Хендерсон (родился в 1986 году, в Арма, Северная Ирландия) — ирландский музыкант, композитор, продюсер и врач. Он знаменит тем, что играет на ирландской волынке, но он так же и талантливый гитарист, флейтист и певец. Он сотрудничает со множеством профессиональных музыкантов, в их числе Capercaillie, Джули Фоулис, Джек Брюс и Борис Гребенщиков. Он начал играть на ирландских волынках, когда ему было 11 лет, и он стал самым молодым музыкантом, получившим премию Молодой Фольк-музыки BBC Radio 2 в 2003 году, когда ему было лишь 17 лет. Он изучал медицину в Абердинском Университете и сейчас работает младшим врачом в Глазго.